# Most Anny Jagiellonki w Warszawie

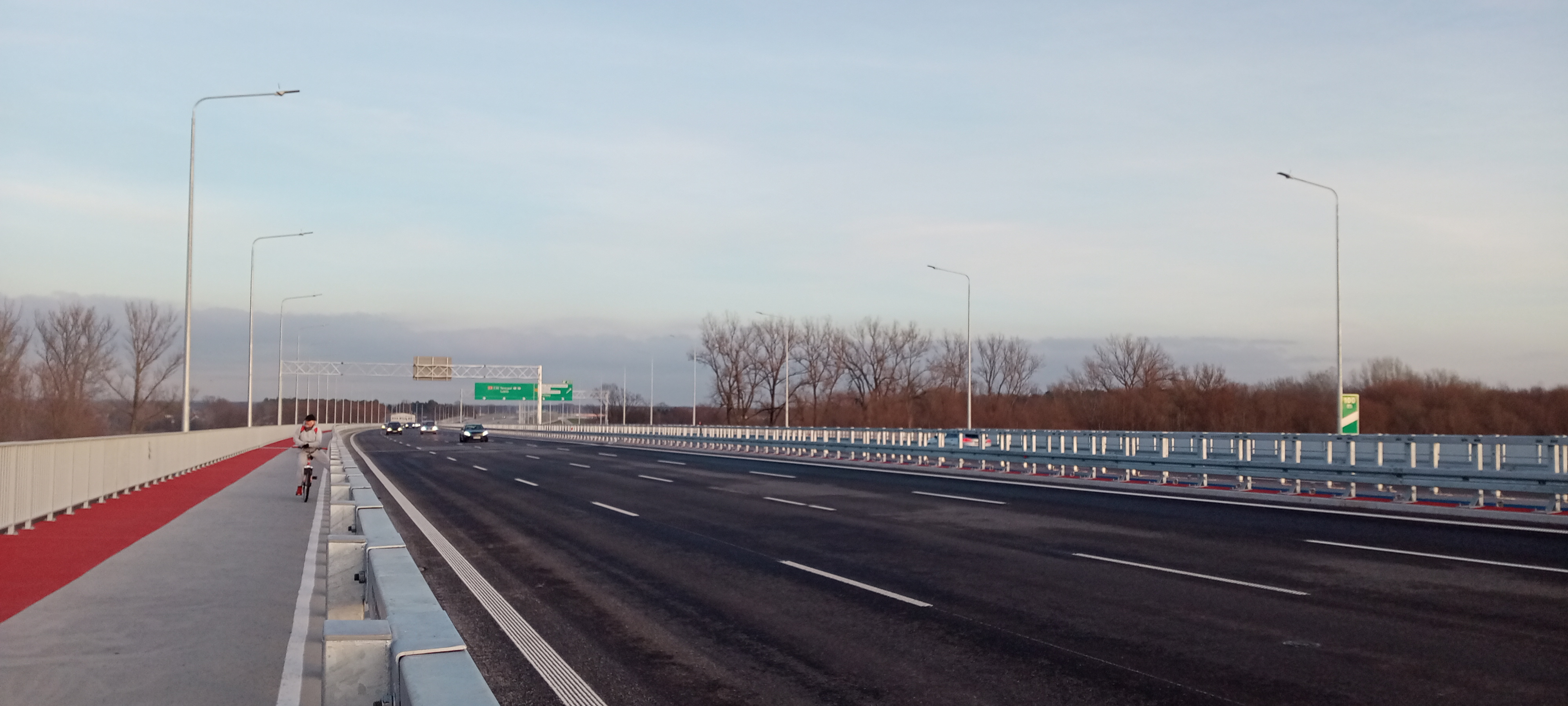
Jezdnia północna trasy S2 na moście, grudzień 2020

Most Anny Jagiellonki (do 2021 i zwyczajowo most Południowy) – most w ciągu ekspresowej obwodnicy Warszawy, będącej częścią drogi ekspresowej S2. Łączy węzeł „Warszawa Wilanów”, znajdujący się w Wilanowie, z węzłem „Wał Miedzeszyński” w Wawrze. Jest dziewiątym mostem drogowym i najdłuższą (1,5 km z dojazdami) oraz najdalej na południe wysuniętą przeprawą przez Wisłę w stolicy.
Budowa przeprawy rozpoczęła się 21 czerwca 2017 i miała zakończyć się latem 2020. Ten termin nie został dotrzymany i most został oddany do użytku 22 grudnia 2020.

## Opis
Budowę mostu Południowego w ciągu Południowej Obwodnicy Warszawy (POW) oficjalnie rozpoczęto 21 czerwca 2017. Roboty budowlane zainaugurowało symboliczne wbicie pala prefabrykowanego pod fundament podpory nr 26 mostu po wawerskiej stronie rzeki Wisły. Zadanie „B” obejmujące fragment obwodnicy o długości ok. 6,5 km od węzła „Przyczółkowa” do węzła „Wał Miedzeszyński” stanowi fragment drogi ekspresowej S-2. Zadanie „B” podzielono na 3 odcinki dla których przewidziano pozyskanie odrębnych decyzji administracyjnych. Rozpoczęcie budowy mostu poprzedziło wydanie decyzji Zezwolenie na Realizację Inwestycji Drogowej (ZnRID) dla odcinka nr 2 z mostem przez Wisłę. Wojewoda Mazowiecki wydał decyzję ZnRID 25 maja 2017. Za opracowanie wielobranżowej dokumentacji projektowej odpowiedzialne było biuro projektowe Egis oddział w Polsce, a zespół projektowy reprezentowali:
- Główny Projektant: mgr inż. Rafał Sabisz
- Projektant: mgr inż. Michał Adamek
- Projektant: mgr inż. Łukasz Wolszczak
- Sprawdzający: mgr inż. Rafał Lewoczewicz

Oddany do użytkowania 22 grudnia 2020 most im. Anny Jagiellonki – z jego roboczą nazwą MG04 – jest jednym z największych mostów drogowych w Polsce. Jego formę architektoniczną (narzuconą zapisami decyzji o środowiskowych uwarunkowaniach zgody na realizację przedsięwzięcia) stanowi sprężony pomost o „płaskiej konstrukcji”. Przyjęto stałą wysokość konstrukcyjną mostu w strefach zalewowych oraz zmienną w części nurtowej. Obiekt MG04 o długości całkowitej 1506,5 m podzielono na trzy niezależne konstrukcje:
- MG04-01 o długości całkowitej 342,0 m nad lewobrzeżną strefą zalewową, stanowiący belkę ciągłą o 8 przęsłach i rozpiętości: 32,0+6x46,0+32,0 = 340,0 m (licząc po osi trasy)
- MG04-02 o długości całkowitej 535,5 m nad rzeką Wisłą, stanowiący belkę ciągłą o 4 przęsłach i rozpiętości: 90,75+2x176,0+90,75 = 533,5 m (licząc po osi trasy)
- MG04-03 o długości całkowitej 628,0 m nad prawobrzeżną strefą zalewową, stanowiący belkę ciągłą o 13 przęsłach i rozpiętości: 37,0+12x46,0+37,0 = 626,0 m (licząc po osi trasy)

Przekrój poprzeczny każdej z trzech części stanowią dwa, niezależne ustroje skrzynkowe. Typowy przekrój poprzeczny ma szerokość 21,3 m i tworzą go jednokomorowa skrzynka o szerokości 7,5 m i dwa blisko 7 metrowe wsporniki podparte żelbetowymi, prefabrykowanymi zastrzałami. Łączna szerokość mostu wynosząca 44,4 m zapewnia prowadzenie ruchu w każdym kierunku na jezdni o czterech pasach. Dla niezmotoryzowanych użytkowników na obiekcie wydzielono chodnik o szerokości 1,5 m i 2,5-metrową ścieżkę rowerową.
Łączna długość przeprawy wraz z dojazdami to ok. 1505 m, z czego 533,6 m ma most, 342,8 m dojazd po stronie wilanowskiej i 629 m dojazd po stronie wawerskiej.
Most składa się z dwóch bliźniaczych konstrukcji, osobnych dla każdej jezdni. Obiekt jest wyposażony w dwie jezdnie o czterech pasach ruchu szerokości 3,5 metra i ciągi pieszo-rowerowe. Całkowita szerokość mostu to 45,80 m.
Most Anny Jagiellonki wyróżnia jego realizacja w trzech różnych technologiach. Część lewobrzeżną wybudowano w technologii nasuwania podłużnego (Incremental Launching Method), typowej dla stref zalewowych. Most po prawej stronie rzeki realizowany był w technologii przęsło po przęśle z wykorzystaniem rusztowania przestawnego z jazdą górą (Overhead Movable Scaffolding System). M.in. ze względu na dużą szerokość ustroje nośne w strefach zalewowych powstawały dwuetapowo: w pierwszej kolejności skrzynka, a następnie wsporniki z zastrzałami. Do budowy wsporników wykorzystano urządzenie przestawne WFT (Wing Form Traveler). Most nurtowy wzniesiono w technologii betonowania nawisowego (Balanced Cantilever Method). Jest to jedyny obiekt w Polsce zrealizowany w tej technologii, który posiada zastrzały wspierające wsporniki.
Obiekt posiada trzy podpory w nurcie rzeki. Fundamenty podpór opierają się na palach wierconych, wielkośrednicowych. Część z pali została zagłębiona na 27 m poniżej dna Wisły, w celu stabilizacji gruntu. Przy budowie fundamentów w części zalewowej wykorzystano prefabrykowane pale żelbetowe o łącznej długości około 25,7 km. Łączna masa stali zbrojeniowej wykorzystanej do budowy mostu to ok. 10 tys. ton. Beton dostarczono w sumie podczas 12 tys. kursów betoniarek.

## Budowa
Od lipca 2013 prowadzono prace geologiczne (odwierty) w ramach przygotowania dokumentacji projektowej. W grudniu 2013 Generalna Dyrekcja Dróg Krajowych i Autostrad ogłosiła przetarg na budowę ostatniego odcinka południowej obwodnicy Warszawy wraz z mostem przez Wisłę. Zaplanowano trasę z dwiema jezdniami po 4 pasy ruchu.
W styczniu 2015 GDDKiA ogłosiła, że oferty na budowę odcinka B trasy S2, którego część stanowić miał most Południowy, złożyło pięć przedsiębiorstw. W maju 2015 roku wykonawcą mostu została turecka spółka Gϋlermak Ağır Sanayi İnşaat ve Taahhut, A.Ş przy współpracy Przedsiębiorstwa Budowy Dróg i Mostów z Mińska Mazowieckiego. Odcinek ten miał kosztować 757,64 mln złotych.
Z uwagi na bliskość rezerwatu przyrody Wyspy Zawadowskie, na rok przed rozpoczęciem budowy zaczęto emitować jej odgłosy, aby przyzwyczaić do niej ptaki.
25 maja 2017 wydana została decyzja o zezwoleniu na realizację inwestycji drogowej z rygorem natychmiastowej wykonalności dla fragmentu trasy S2 o długości 6,5 kilometra z mostem Południowym. Budowa rozpoczęła się w czerwcu 2017. W maju 2019 prace przy budowie mostu zostały czasowo wstrzymane w związku z wysokim poziomem wody w rzece. Problemy na budowie wywołały również upały i związany z nimi niski poziom wody. Barki, które tworzyły tymczasową przeprawę dla maszyn, w 2017 osiadły na mieliźnie; z kolei w 2019 uszkodzone w wyniku niskiego stanu wody barki musiały zostać odholowane do stoczni rzecznej w Płocku w celu wykonania napraw. Natrafiono także na głaz na dnie rzeki, którego nie udało się skruszyć i konieczne stały się przeprojektowanie jednej z podpór oraz zmiana harmonogramu. Uniemożliwiło to także pracę specjalnej maszyny pająka, która przesuwając się co dwa tygodnie po filarach miała betonować kolejne fragmenty dojazdów do mostu (ostatecznie most powstawał metodą nawisową, a dojazdy do niego z lewego brzegu przez nasuwanie).
16 stycznia 2020 zapowiedziano, że najpierw udostępniona zostanie północna część mostu, gdzie tymczasowo ruch możliwy będzie w obu kierunkach. 4 maja poinformowano, że przewidywanym terminem oddania odcinka B drogi S2 (czyli od ul. Przyczółkowej do Wału Miedzeszyńskiego) jest październik 2020.
Most został oddany do użytkowania 22 grudnia 2020.

## Nazwa
Most przez wiele lat określany był zwyczajową nazwą „most Południowy”, ze względu na jego położenie w południowej części miasta. Nazwę tę stosowano w licznych opracowaniach planistycznych i dokumentach, więc z czasem zaczęto powszechnie traktować ją jako docelową, nie rezygnując jednak z poszukiwania odpowiedniego patrona.
W 2021 prezydent Warszawy, Rafał Trzaskowski zapowiedział, że złoży wniosek do Rady Warszawy o nadanie mostowi imienia królowej Anny Jagiellonki. Wcześniej pojawiały się propozycje, nazwania nowego mostu imieniem Wielkiej Orkiestry Świątecznej Pomocy, mostem Bitwy Warszawskiej czy mostem Legionów Piłsudskiego.
Pomysł nazwania mostu na cześć Anny Jagiellonki pozytywnie zaopiniował Zespół Nazewnictwa Miejskiego. 10 czerwca 2021 Rada Warszawy przyjęła uchwałę, że będzie ona patronką mostu.